# Церковь Святой Марии (Томск)
Церковь Святой Марии — евангелическо-лютеранский храм в Томске. Относится к пробству Восточной Сибири Евангелическо-лютеранской церкви Урала, Сибири и Дальнего Востока.

## История

### Первая томскаякирха
Здание первой томской кирхи было каменным и находилась на территории нынешнего Городского сада, недалеко от дома губернатора (ныне — Дом учёных). Храм строился долго — заложен он был летом 1856 года, однако строительство застопорилось, и в следующем году был разработан новый проект. Полностью кирха была достроена в 1864 году.
В 1908 году, по просьбе совета кирхи, городская дума назвала проезд, ведущий к кирхе, Лютеранским переулком (в настоящее время это центральный вход в Горсад).
В 1920 году кирха была национализирована, но община сохранила право пользования зданием и имуществом по договору. В 1930 году договор по надуманному обвинению против пастора был расторгнут, а здание кирхи было передано слесарным мастерским, затем — морсо-ягодному заводу, а с 1935 года не использовалось. В 1936 году храм был разобран, а кирпич использован для строительства. В городском саду сохранилось деревянное здание пастората, стоявшее рядом с кирхой.

### Новая кирха
В 2006 году, к российско-германскому саммиту, проходившему в Томске, за два месяца было построено новое здание кирхи на пересечении улиц Гоголя и Карташова, в юго-западном углу Буфф-сада, по адресу: улица Карташова, 28.
27 апреля 2006 года кирху посетила канцлер ФРГ Ангела Меркель, прибывшая в Томск в рамках саммита.
По виду новая кирха напоминает старую, хотя прежняя была каменной, а новая — сосновая. Высота кирхи — 26 метров.